# Jiří Suchý
Jiří Suchý (* 1. října 1931 Plzeň) je český divadelník, herec, hudebník, textař, zpěvák, básník, skladatel, spisovatel, filmař, grafik, výtvarník, divadelní režisér, komik a sběratel. Je spoluzakladatelem Divadla Na zábradlí a Semaforu a bratrem Ondřeje Suchého. V listopadu roku 2022 v anketě Český slavík vstoupil jako první do Síně slávy.
Spolupracoval s Miroslavem Horníčkem, Ivanem Vyskočilem, později vytvořil autorskou dvojici s Jiřím Šlitrem. Po Šlitrově smrti se jeho hudebním spolupracovníkem stal Ferdinand Havlík a od roku 1975 je jeho hlavní divadelní partnerkou Jitka Molavcová.
Jiří Suchý je spoluautorem mnoha komedií, kabaretů a muzikálů (např. Člověk z půdy (1959), Zuzana je sama doma (1960), Jonáš a tingltangl (1962) či Dobře placená procházka (1965)).

## Život
Jiří Suchý se narodil v roce 1931 a do roku 1936 žil v Klatovech, od roku 1936 žije v Praze. Ve filmu se poprvé objevil v roce 1944, kdy jako kompars hrál jednoho z vystupujících z tramvaje ve filmu Sobota.
Po dostudování střední školy začal v roce 1947 pracovat jako grafik v reklamních ateliérech Propagační tvorba, kde se seznámil s Františkem Viktorem Sodomou. Ten spolu se svou manželkou Vlastou hrál pro své kolegy písně převzaté ze západního rozhlasu (např. Johnnie Ray, Elvis Presley), někdy se soukromě scházeli i v závodním klubu Reduta na pražské Národní třídě. Spolu s ním vymýšlel první privátní rozhlasové programy.
V letech 1952–1954 byl na vojně ve Slaném, kde zakresloval mapy a při tom poslouchal mnichovský rozhlas a psal texty na odposlechnuté melodie (dochovaný text Potkala ryba papouška později nazpívala Ljuba Hermanová).
Poté se věnoval především divadlu, nejprve působil v Redutě, poté spoluzaložil Divadlo Na zábradlí. V roce 1959 založil spolu s Jiřím Šlitrem divadlo Semafor, kde působí dodnes. Toto divadlo bylo populární, což vedlo k řadě problémů, které vyvrcholily podpisem Dva tisíce slov, který Suchý později odmítl odvolat. Po roce 1989 se stal opět ředitelem Semaforu.
Z archivních dokumentů ministerstva vnitra plyne, že v letech 1987–1989 byl důvěrníkem StB. Podle nálezu Ústavního soudu nelze dokázat, že lidé z kategorie „důvěrník“ spolupracovali s komunistickou tajnou policií vědomě. Detaily o jeho stycích s StB obsahoval jeho spis, ten byl však koncem roku 1989 skartován, sám Jiří Suchý důvody svého vedení v seznamech objasnil v knize Inventura v roce 2000.
Jeho první ženou byla výtvarnice Běla Suchá, rozená Novotná (1939–1985). V roce 1964 se jim narodil syn Jakub. V roce 2006 si vzal o 45 let mladší ženu Markétu Suchou – šatnářku v Semaforu, se kterou se po šesti letech manželství rozvedl.

## Jiří Suchý a divadlo

### Reduta

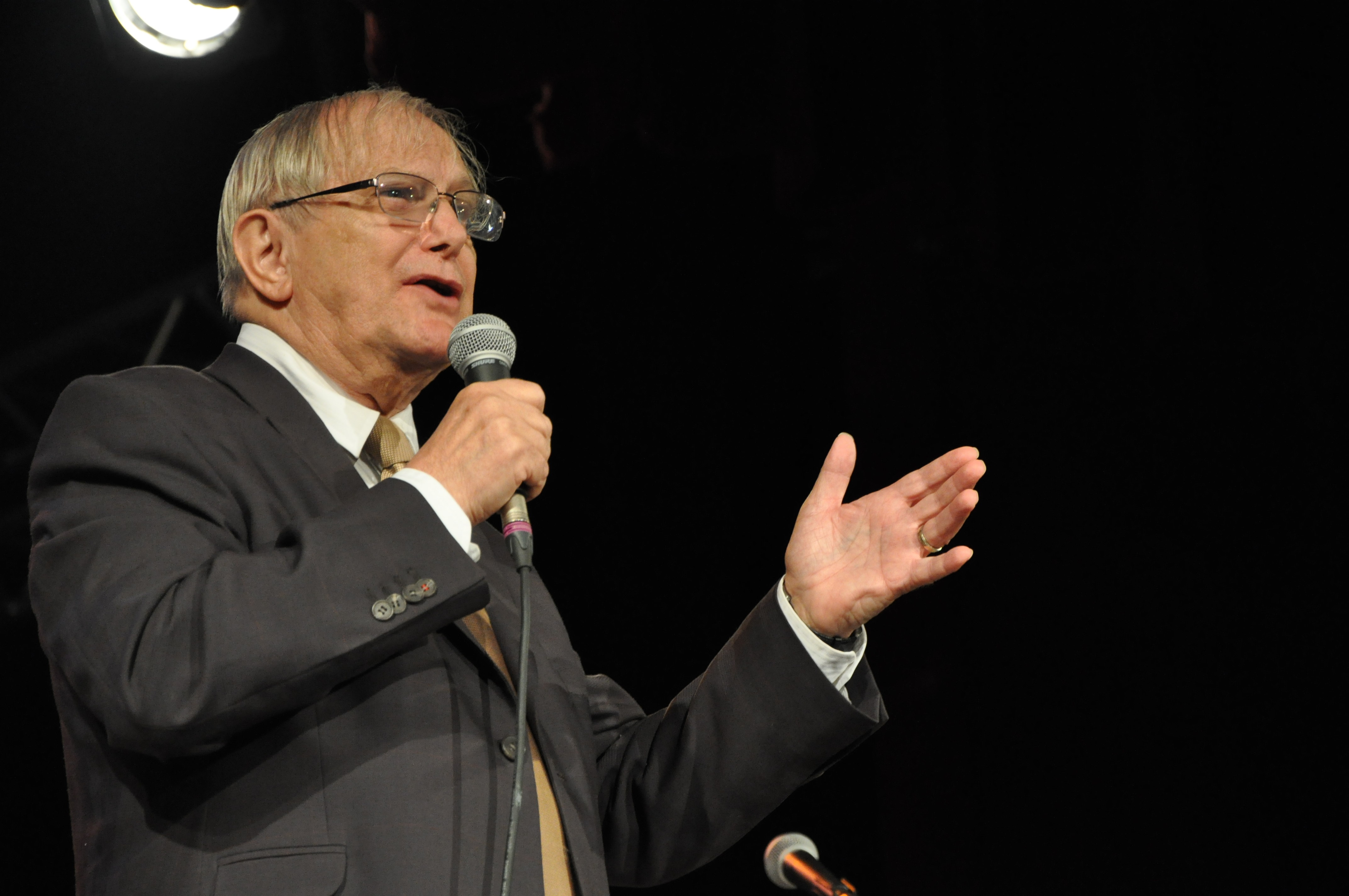
Jiří Suchý (2011)

Duo manželů Sodomových se v roce 1955 rozrostlo v hudební skupinu, pro kterou Jiří Suchý vymyslel název Akord club. V té době Suchý vystupoval na večírcích s banjem a zpíval své písničky. Sodomovi, třebaže zpívali zpočátku anglicky, nabídli Suchému spolupráci a ten složil několik českých textů (Letní den, Mám rád blues). Nakonec si koupil basu, na kterou se naučil hrát, a přidal se ke skupině. Tato skupina se stala populární a v období svého vrcholu (roky 1956–1958) hrála řadu písní Jiřího Suchého, z nichž nejznámější jsou Zlomil jsem ruku tetičce a Blues pro tebe. Zajímavostí je, že první písničku, kterou v Redutě zazpíval, nebyla jeho vlastní tvorba, ale Půl párku Voskovce a Wericha. Vystupoval také s Juditou Čeřovskou, byl však menší než ona, a proto si stoupal na bedýnku.
V Redutě se seznámil s Miroslavem Horníčkem, který s ním začal spolupracovat na programu Pondělky s tetou a který jej, v roce 1956, seznámil s Jiřím Šlitrem. Brzy poté začaly vznikat jejich první společné písničky (Píseň pro Hamleta, první verze Marnivé sestřenice).
V roce 1957 vymýšlel s Ivanem Vyskočilem a Miroslavem Horníčkem v Redutě text-appealy, o rok později napsal svou první hru s písničkami Šest žen (např. písničky Dudy a basa, Buď mi věrná, Láska se nevyhne králi, Bei mir bist du schön). V roce 1958 vyšla jeho píseň Blues pro tebe na desce, nazpíval ji Josef Zíma.
V tomto roce (1958), Suchý se Šlitrem opustili Akord club, protože se rozhodli vytvořit vlastní kapelu, o jejíž sestavení požádali Ferdinanda Havlíka. Suchý s Ivanem Vyskočilem se rozhodli založit vlastní divadlo a 30. června 1958 se v Redutě konal poslední text-appeal, poté založili Divadlo Na zábradlí.
Do Reduty se ještě vrátil, v roce 1959, po rozchodu s Ivanem Vyskočilem. Spolu se Šlitrem, manželi Neradovými a Karlem Štědrým plánovali kabaret Pondělí je ve středu, který se nakonec ale nehrál, protože byl při generálce označen jako nevhodný (např. píseň Zlá neděle). Po neúspěchu tohoto představení zpíval Léta dozrávání a Mr. Rock a Mr. Roll ve filmu Tanec kolem tance. Pak spolu s Jiřím Šlitrem a Ferdinandem Havlíkem založili divadlo Semafor.

### Divadlo Na zábradlí

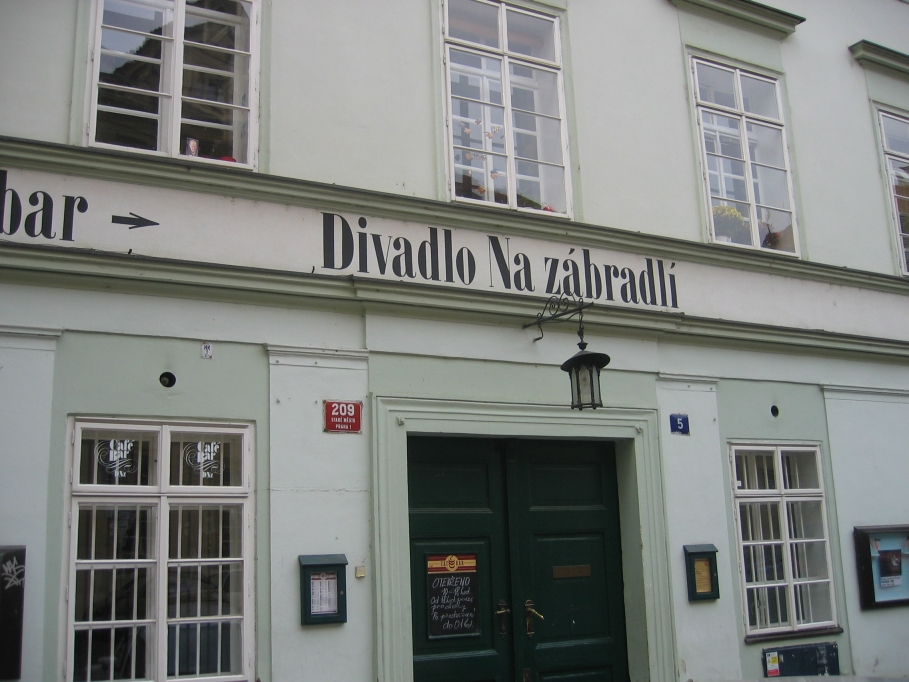
Divadlo Na zábradlí

V polovině roku 1958 založil spolu s Ivanem Vyskočilem Divadlo Na zábradlí. Již 9. prosince zde proběhla premiéra hry Kdyby tisíc klarinetů. Hra byla úspěšná, přesto se na ní výrazně projevila herecká nezkušenost Suchého.
V roce 1959 vznikla druhá hra pro Divadlo Na zábradlí – Faust, Markéta, služka a já, ale ta již se hrála bez Jiřího Suchého, který z divadla odešel.

### Semafor

#### Počátky
Divadlo Semafor založil v roce 1959 Jiří Suchý spolu s Jiřím Šlitrem a Ferdinandem Havlíkem, 30. října měla premiéru jejich první hra, hudební komedie Člověk z půdy. V této hře vystupovali kromě amatérů také profesionálové (v roli spisovatele Antonína Sommera Miroslav Horníček a Miloš Kopecký, později i František Filipovský). Jiří Suchý se obsadil do role Malého lorda.
V roce 1960 Semafor uvedl tři premiéry Ukradený měsíc Ludvíka Aškenazyho s texty Jiřího Suchého, písničkový pořad Zuzana je sama doma a komedii Taková ztráta krve, na všech měl Suchý výrazný podíl.
V roce 1961 vznikl pořad s povídkami Jiřího Suchého a básněmi Christiana Morgensterna Papírové blues a další písničkové pásmo Zuzana je zase sama doma.
V této době se začala objevovat ideologická kritika, podle níž jeho hry nejsou vhodné pro pracující lid. Důsledkem toho byla v jejich působišti, v divadélku Ve Smečkách (dnešní Činoherní klub), o divadelních prázdninách roku 1961 zahájena rekonstrukce, která se protáhla na neurčito a Semafor tak přišel o stálé divadlo.

#### Období bez stálého divadla
Po ztrátě stálého divadla prosadil svoji představu komornějšího divadla a rozešel se s některými členy (např. Waldemar Matuška, Eva Pilarová). Tento krok byl i snahou vyjít vstříc kritice a řešit ekonomické problémy. V divadle tak zůstal jen on, Šlitr a několik Semafor-girls. V této situaci Suchý uvedl svoji starší hudební revui Šest žen. Další hrou, kterou spolu s Jiřím Šlitrem vytvořili byl kabaret Jonáš a tingltangl. Právě v tomto období vznikla jeho image jako jemného komika a zpěváka se slamákem a hůlkou. Toto představení bylo populární a potom co představení shlédla delegace ÚV KSČ s Jiřím Hendrychem Semafor získal prostory v pasáži Alfa na Václavském náměstí.

#### VPasáži Alfa

##### Do smrti Jiřího Šlitra
Toto období bylo pro něj nejplodnější a nejúspěšnější, kromě divadla účinkoval ve Formanově filmu Konkurs a zpívá ve filmu Bylo nás deset. Roku 1964 se podílel na vzniku filmového muzikálu Kdyby tisíc klarinetů. Od roku 1966 navíc uváděl v rozhlasu svůj pořad Gramotingltangly. V roce 1968 v televizi uvedl pořad Grandsupertingltangl a hrál a podílel se na scénáři k filmu Zločin v šantánu.
V Semaforu vznikla další pásma písniček Zuzana není pro nikoho doma (1963) a Recital 64, kde Suchý se Šlitrem zpívali i cizí písně. Roku 1965 je uvedeno pásmo Zuzana je všude jako doma. Téhož roku přišel i první neúspěch, diváky nebyla přijata hra Sekta, ve které sice Suchý nehrál, ale měl na ní obvyklý autorský podíl. Úspěšná byla jazzová opera Dobře placená procházka, která se o rok později dočkala televizního zpracování. Písnička ze hry Člověk z půdy Včera neděle byla se po svém vydání stala nejprodávanější deskou v letech 1949–1981 (prodalo se 341 000 kusů).
V roce 1966 uvedl Semafor dvě hry, které Suchý napsal. Hra Benefice byla napsána pro něj a nakonec úspěšnější hru Ďábel z Vinohrad psal pro Jiřího Šlitra.
V roce 1967 měl v Semaforu premiéru pořad Tak co, pane barone, o rok později hra Poslední štace.
V době sovětské okupace v srpnu 1968 pobýval Jiří Suchý v zahraničí, uvažoval údajně o emigraci, nakonec se ale rozhodl vrátit. V této době se Suchý se Šlitrem sblížili a vznikla jejich nejlepší a nejznámější hra Jonáš a dr. Matrace (1969).
Dne 26. prosince 1969 Jiří Šlitr zemřel a Jiří Suchý byl rozhodnut skončit s divadlem.

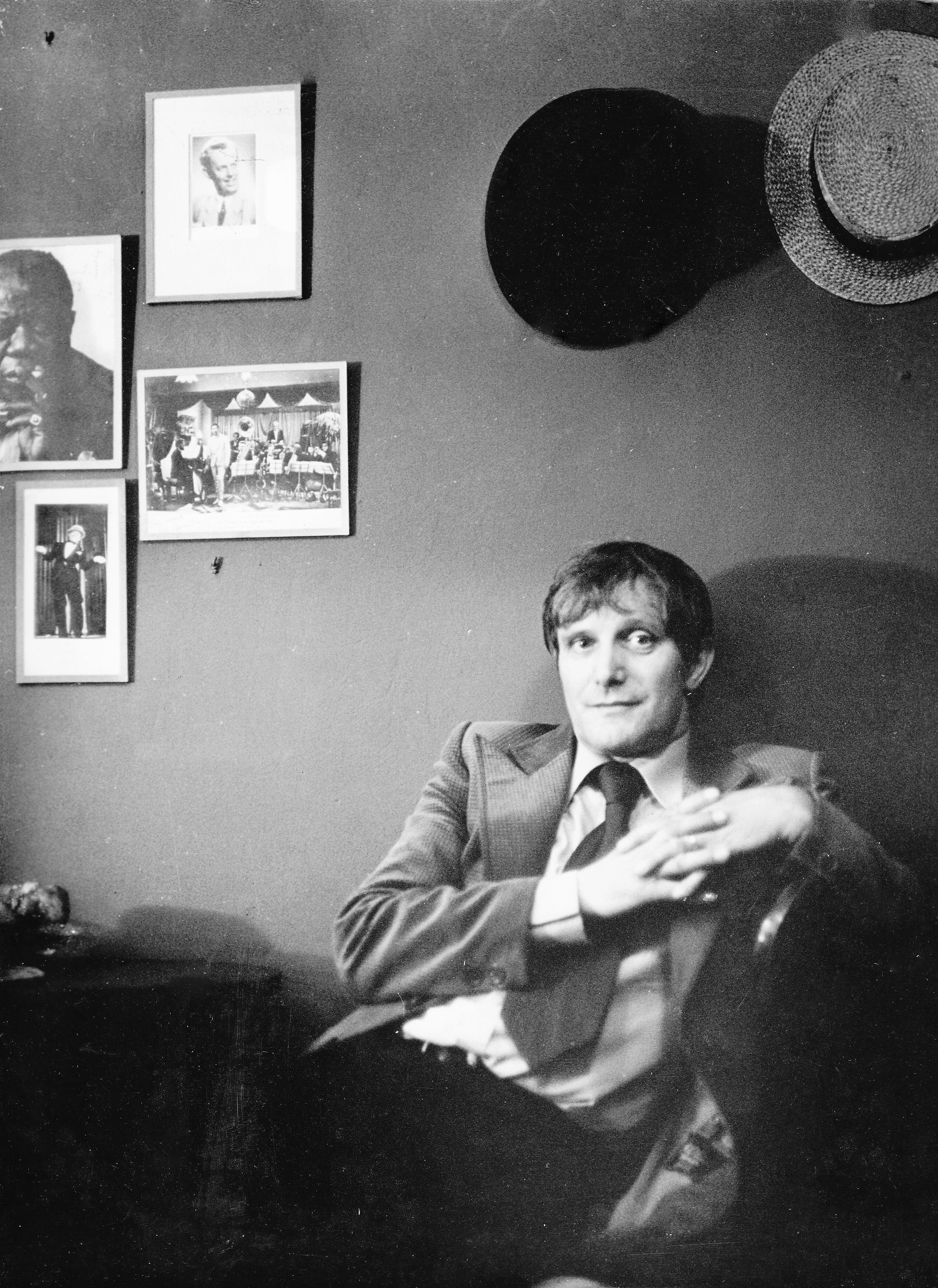
Jiří Suchý ve své divadelní šatně koncem 70. let 20. století, fotografie Tomáš Fassati

##### Do roku 1980
Období tzv. normalizace bylo pro Semafor a tím i pro Jiřího Suchého obtížné, protože cenzura Semafor tlačila jedním směrem, zatímco diváci očekávali, že se bude pokoušet vzdorovat. V roce 1970 byla Semaforu dokonce zastavena činnost, ale zákaz se podařilo po týdnu zrušit. Suchý v roce 1968 podepsal Dva tisíce slov, později i Několik vět, petici za propuštění Václava Havla, což vedlo k zákazu vystupování v televizi a rozhlase, omezení vydávání desek (storno alba Elektrická puma) a knížek (stornována už vysázená kniha Ďábel z Vinohrad). Jako nestraník byl nucen odstoupit z funkce ředitele Semaforu, kterým se po něm stal Ferdinand Havlík. Ten jím byl do roku 1975, kdy byl i on nahrazen. Od roku 1975 vzrůstaly na divadlo různé tlaky, nakonec v roce 1976 vznikla v Semaforu bez vědomí Jiřího Suchého další tvůrčí skupina, kterou vedl Josef Dvořák a která ubrala Suchému prostor. Jiří Suchý v roce 1977 odmítl podepsat Antichartu, což ještě utužilo jeho postavení vůči komunistickému režimu. Období samostatnosti divadla skončilo v roce 1980, kdy byl Semafor přidělen pod Hudební divadlo Karlín. Jediné významnější vystoupení Suchého mimo divadlo Semafor byla oslava padesáti let Vest pocket revue Voskovce a Wericha, při níž hrál Suchý s Janem Werichem v Lucerně.
Tvorba Suchého byla v tomto období omezena cenzurou a později i stále menším prostorem na jevišti. Na kvalitě se nepříznivě odrazila i smrt Jiřího Šlitra, a tak lze o jeho tvorbě v tomto období říci, že zaostávala za předchozím obdobím. Přesto vznikla celá řada her. V roce 1970 Semafor uvedl hru Básníci a sedláci + Revizor v šantánu, dále pak hru Ten pes je váš?, která je zajímavá především tím, že zde poprvé vystoupila Jitka Molavcová. V roce 1971 uvedl Suchý pouze muzikálek Čarodějky. Ani jedna z těchto her nepřinesla úspěch srovnatelný s předchozím obdobím a Suchý vážně uvažoval o skončení divadelní kariéry.
V roce 1972 přinesla úspěch hra Kytice. Jedná se o přepracování Erbenových balad Svatební košile, Štědrý den, Polednice, Zlatý kolovrat, Vodník, doplněné Suchého vlastními librety; každá z těchto balad je podávána jinou hudební formou. V tomto roce vzniklo ještě páté písničkové pásmo o Zuzaně s názvem Zuzana v lázni. V této hře se poprvé objevilo trio Kašpar + Baltazar + Melicharová (K+B+M) aneb Josef Dvořák + Jiří Suchý + Jitka Molavcová. Dvořák nebyl „parťákem“ Suchého dlouho, Suchý byl pro něj – dle jeho slov – příliš pomalý.[zdroj⁠?!]
V roce 1973 neměl Semafor žádnou premiéru a zdá se být pravděpodobné, že Suchý tou dobou procházel tvůrčí krizí. Roku 1974 Suchý uvedl jedinou hru Elektrická puma, která je zcela postavena na trojici K+B+M, jedná se o parodii na Jamese Bonda. Hra potvrzuje tvůrčí krizi a diváky byla přijata jen proto, že ostatní divadla produkovala ještě slabší hry.[zdroj?]
Po roce 1975 se pak Suchý soustředil na upravování svých dřívějších děl, částečně to bylo v důsledku omezeného prostoru, částečně pravděpodobně i z obav před zavřením divadla. Tak vznikla hra Sladký život blázna Vincka (1975), která je ovlivněna neúspěšnou hrou Sekta. Dále pak hra Člověk z půdy (1977), což je obnovená a přepracovaná jeho starší hra, v této nové podobě určená především dětem, a v roce 1980 i nová, přepracovaná verze Kdyby tisíc klarinetů, která se hrála v Divadle Na zábradlí.
Jedinou Suchého hrou v druhé polovině 70. let se stala hra Smutek bláznivých panen z roku 1977, ve které byl Jiří Suchý poprvé sám na jevišti s Jitkou Molavcovou.

##### Divadelní tvorba do roku 1990
Po přeřazení Semaforu pod Hudební divadlo v Karlíně dostával Suchý více prostoru, ale byl nucen hrát i v hrách, které nenapsal. Podle kritiků se mu v takových rolích příliš nedařilo (např. Každý má svého Leona). V roce 1984 začal Suchý spolupracovat s Radošinským naivním divadlem a se Stanislavem Štepkou inscenovali hru Nevesta predaná Kubovi. V roce 1986 Jiří Suchý režíroval ve finském Tampere hru Dr. Johann Faust a o rok později pak hru Vetešník.
Spolupráce s karlínským divadlem začala hostováním ve hře dvojice V+W Golem, kterou spolu s Pavlem Koptou upravil.
V roce 1982 Suchý po delší době uvedl svoji novou hru Dr. Johann Faust, Praha II, Karlovo nám. 40. Faust zde podepíše s ďáblem smlouvu, přeje si prožít všechny nevšední zážitky, ale za 500 let, kdy budou lidé lepší, ďábel jeho přání plní a Faust se ocitá v Praze na sklonku druhé světové války.
V roce 1985 se Suchý vrátil k tématu Jonáše hrou Jonáš dejme tomu v úterý. Jonáš jako stárnoucí kabaretiér vystupuje s do něj zamilovanou uklízečkou – Melicharovou, kterou hraje Jitka Molavcová. Suchý s Molavcovou (Stella) vystoupili i v televizním Silvestru se zábavnou scénkou s minimaxem.
V roce 1986 byla uvedena hra Na Poříčí dítě křičí, hra byla prakticky složena z písniček a byla bez herecké účasti Jiřího Suchého. Další hra Vetešník (1987) vypráví o starožitníkovi, který své artefakty získává za každou cenu. Zajímavostí je, že tato hra byla napsána anglicky a teprve poté přeložena do češtiny a ruštiny.
Poslední hra tohoto období, Výhybka, měla premiéru v roce 1989 a byla opět bez herecké účasti Jiřího Suchého.
V listopadu 1989 se Semafor mezi prvními připojil ke stávce divadelníků a v jeho prostorách se konala řada besed s diváky, přičemž byli zváni hosté, kteří v předchozím období nesměli vystupovat. Jeden takový večer vysílala i Československá televize.

##### Divadelní tvorba let 1990–1993
Již 15. ledna 1990 se sešla schůze divadla Semafor, na níž se sešli představitelé tří semaforských scén – Josef Dvořák, Miloslav Šimek a Jiří Suchý. Dvořák i Šimek chtěli pokračovat ve stavu tří scén, zatímco Suchý si přál svoje divadlo. Zbývající skupiny tedy musely odejít. V roce 1993 začala v pasáži Alfa rekonstrukce, divadlo Semafor ji muselo po třiceti letech opustit a již se sem nevrátilo.
Jiří Suchý se v tomto období věnoval televizním programům Večírky nejen pro zvané, které byly ale brzy zrušeny. Mimo to Suchý budoval nakladatelství Klokočí, vydával vlastní měsíčník Semaforum a založil filmovou společnost Perplex.
Divadelně se v tomto období zaměřil na osvědčené hry (Šest žen) a témata (Kytice I. a Kytice II.). V roce 1991 se Suchý vrátil k text-appealům a vzniklo představení Ach, ta láska nehezká, což byl „textappeal o sexappealu“.
Suchý se snažil reagovat na změny společnosti a v roce 1990 se v divadle Semafor objevila jeho aktuálně politická hra Hej rup aneb Peklo nebude, ráj se vrací, která vychází z tradice Osvobozeného divadla. Jonáš v této hře zakládá politickou stranu a Melicharová se chce stát generální tajemníkovou. V roce 1992 vznikla hra Nižní Novgorod, což byly pohádky o tom, proč Říjnová revoluce začala už v září.
V roce 1992 vznikla i více hudebně zaměřená představení (Pět strun/Poslední štace, Vynálezce korzetu), která naznačovala, že se Semafor vrátí ke své tradiční tvorbě.
Své účinkování v pasáži Alfa zakončil Semafor v roce 1993 Koncertem na rozloučenou a Jiří Suchý musel po třiceti letech tyto prostory opustit.

#### Do roku 1995
Odchodem z pasáže Alfa nastalo období, kdy Semafor vystupoval nejprve v klubu Lávka (textappeal Koupil jsem si knot) a poté v Divadle Komedie. Jelikož toto prostředí nebylo pro Suchého tvorbu ideální, snažil se o klasický repertoár divadla Semafor, aby udržel diváky (Kapitáne, kam s tou revue, Purpura na plotně, Víkend s Krausovou). V roce 1994 začalo být jisté, že Suchého podnikatelské aktivity ve filmu neskončí nejlépe.

#### Semafor vKarlíně (do roku 2002)

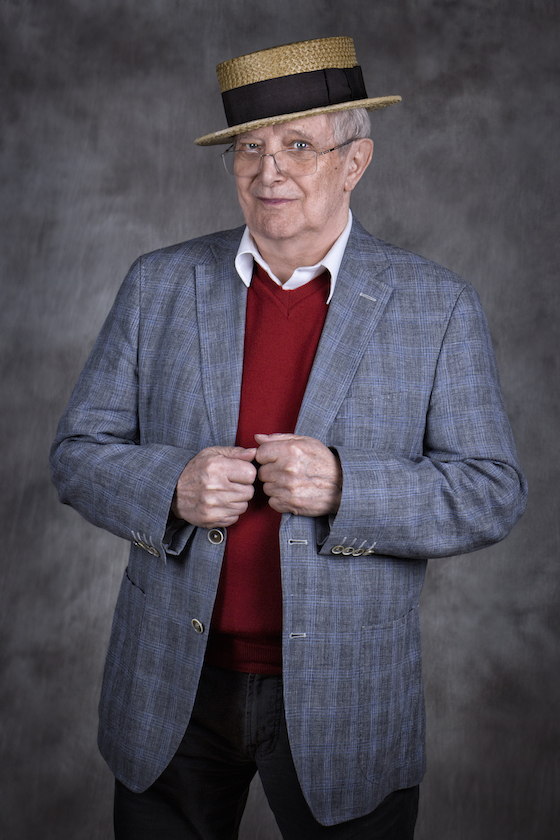
Jiří Suchý, 2017

Roku 1995 nabídlo Hudební divadlo Karlín Jiřímu Suchému malý sál v podzemí divadla. Jiří Suchý této nabídky využil a ještě téhož roku se do těchto prostor Semafor nastěhoval. Tyto prostory jednak odpovídaly potřebám tohoto divadla a jednak zajistily Suchému stálou scénu.
Na úvod vymyslel Suchý variabilní představení, které nazval V hlavní roli písnička. Představení spočívalo ve zvaní hostů, kteří Semaforem prošli. V roce 1996 Suchý vystupoval v jakési one-man-show, která se jmenovala Je mi nějak Česko a Jiří Suchý zde zpíval a diskutoval.
V letech 1997 a 1998 vystoupil spolu s Jitkou Molavcovou na předvánočním podvečeru Masarykova demokratického hnutí v Divadle Kolowrat, od nějž obdržel v Míčovně Pražského hradu 7. března 1998 „Čestnou medaili T. G. Masaryka“ v přímém televizním přenosu, se kterou se „pochlubil“ ve večerním přenosu divadelního představení.
V roce 1997 vznikl tradiční semaforský muzikál Mé srdce je Zimmer frei, který měl úspěch. Poté Suchý připravil několik představení, která neobsahovala nic jiného než sázku na jeho tradiční publikum (Únos turecké houslistky, Galakoncert a jiné Ptákoviny, Pré). Tento trend roku 1999 podtrhlo oblíbené téma Semaforu Zuzana, tentokrát pod názvem Zuzana se vrací.
V roce 2000 napsal Suchý uvedl hru Noc v synagoze aneb Tajemství Brunhildiny punčochy, která vybočila z jeho poslední tvorby. Děj je o tom, jak se setkal Adolf Hitler se Stalinem v jedné vídeňské kavárně a jak to za nějaký čas dopadlo. Další na Semafor netypická hra vznikla v roce 2001 pod názvem Pokušení svatého Antonína, hudbu pro toto představení dělal Vladimír Franz.
V představení Život je náhoda v obnošený vestě z roku 2002 se Suchý pokusil oslovit děti písněmi Osvobozeného divadla a písněmi, které složil spolu s Jiřím Šlitrem.
Srpnové povodně roku 2002 zaplavily Karlínské divadlo a Suchý tak o stálou scénu opět přišel.

#### Od povodní 2002 do roku 2005
Ztráta stálého divadla vedla k opětovnému hostování v řadě divadel a častému stěhování. Zajímavostí je, že 1. října 2002 se Suchý stal kmotrem nově otevřeného Divadélka JoNáš v Měšťanské besedě v Plzni. Ještě v roce 2002 přebásnil Jiří Suchý pro Divadlo na Vinohradech Aristofanovu Lysistratu.
Ještě v roce 2002 přišel Suchý s povodňovou revuí nazvanou To nám to pěkně začíná, poté Jiří Suchý a Jitka Molavcová vystupovali především se staršími písněmi (Tiše a ochotně, I ty zpíváš si ty hity, Jako v kapli). Dále vznikl pořad Včera večer poštou ranní aneb I dopis umí rozesmát, kde Suchý listuje zajímavými dopisy, které mu přišly.
V sezóně 2004/2005 získal Jiří Suchý pro Semafor prostory v sídle ministerstva kultury v Nosticově paláci. V této sezóně Suchý se Semaforem nastudoval několik her obvyklého Semaforského charakteru (Sex a sex = 12, Zavíráme, pojďte dál, …nikoho nezabije – kdo jiný než poezie) a hru lehce vybočující z obvyklého stylu Semaforu – Patero důvodů pro voo doo. Tato hra vypráví o tom, jak si pan Hanuš chce postavit na svém domě orloj, ale jeho nájemníci provozující podnikání v oboru voo doo nemají pro jeho nápad pochopení. V této divadelní sezóně dále vzniklo písničkové pásmo k oslavě 45. sezóny (Je nám 45) a představení k nedožitým osmdesátinám Jiřího Šlitra (80 svíček na ztraceným dortu).

#### Vlastní divadlo

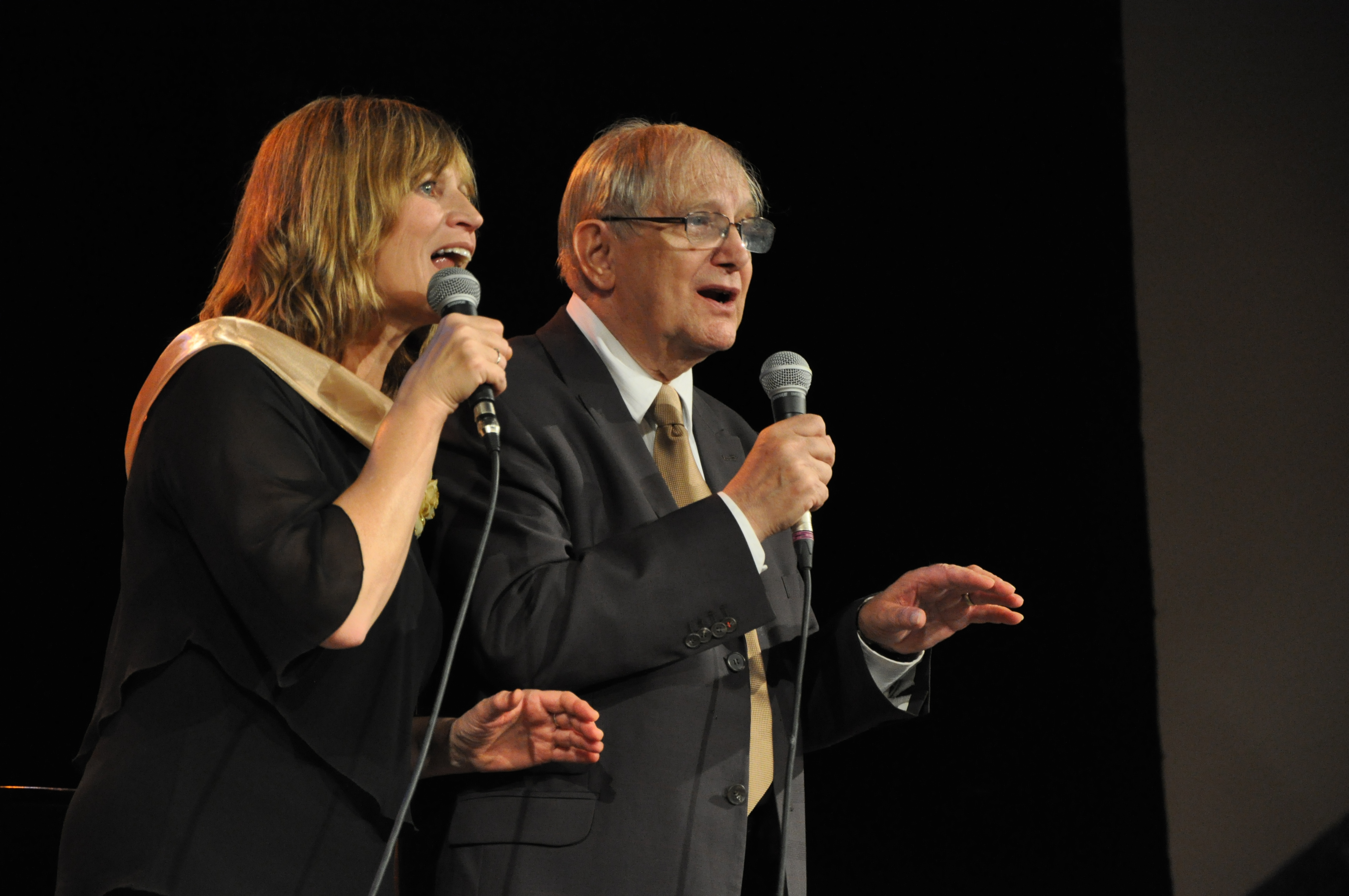
Jiří Suchý s Jitkou Molavcovou (2011)

Dne 1. října 2005 se Jiřímu Suchému podařilo otevřít úplně nové divadlo Semafor v pražských Dejvicích. Pro toto divadlo namaloval oponu.
Sezóna v tomto divadle byla zahájena představením s názvem Koncert s. r. o., které bylo průřezem tvorby dvojic W+V a S+Š. Suchý dále zorganizoval představení Začalo to akordem – a to právě před padesáti léty, což bylo vlastně vzpomínání na Acord klub. V nostalgicky laděných představeních pokračoval i Pension Rosamunda, což je listování ve scénáři jednoho nerealizovaného filmu. Jedinou nevzpomínkovou hrou, se kterou v úvodní sezóně Semafor přišel, tak byla hra Jako když tiskne.
V roce 2006 se Suchý na půdě Semaforu pokusil obhájit svoje neúspěchy jako podnikatel – A já sám vždycky sám. Dále v tomto roce uvedl hudební komedii Sukně smutnou jehlou spíchnutá a hru A co když ne? 
Rok 2007 přinesl premiéru hry Lysistrata (přepracovaný text napsaný původně pro Divadlo Na Vinohradech), která měla pozitivní kritiky a byla i divácky dobře přijata, hovoří se o nejúspěšnějším představení novodobého Semaforu. V roce 2008 Jiří Suchý obnovil upravenou hru Sekta, která neuspěla v 60. letech; ani obnovená hra se však nedočkala mnoha repríz. Výrazně lépe bylo v roce 2009 přijato obnovení nejúspěšnější Suchého hry Kytice. V témže roce, za účasti hostujícího swingového ansámblu Blue Star Václava Marka, uvedl vlastní revue plnou foxtrotu a humoru Dnes večer v hotelu Modrá hvězda.
Změny v grantové politice pražského magistrátu a zavedení plošné dotace na vstupenku ovšem ohrozily budoucí existenci divadla na počátku roku 2008. Suchý se stal jedním ze signatářů petice Za Prahu kulturní a v Semaforu proti dotační politice magistrátu uvedl úspěšný kabaret Děti kapitána Granta.
K 50. výročí divadla Semafor napsal Jiří Suchý řadu vzpomínkových pásem jako Šlitr s námi (a zlý pryč) , Uteklo to jako H2O nebo Dal si růži do polívky. V roce 2010 měla premiéru také jeho úprava klasické operety Mam'zelle Nitouche.

## Dílo
Jiří Suchý byl od počátků ovlivněn americkou groteskou (Charlie Chaplin, Buster Keaton, Laurel a Hardy), hudebníky (Graeme Bell, Bill Haley) a herci (Formby, Handley, Hulbert, Hay). Z české tvorby na něj mělo vliv Osvobozené divadlo. Dvojici V+W viděl poprvé v roce 1948 ve hře Divotvorný hrnec, tvorba Osvobozeného divadla ho ovlivnila do té míry, že později nazpíval některé jejich písně. V reakci na tento zážitek s kamarádem Ivanem Vyskočilem napsal hru Cestování, která však nebyla uvedena, a v Karlíně při skautském oddíle založil amatérskou scénu, pro kterou napsal pásmo s názvem Osmička (podle osmého bodu skautského zákona: „Junák je veselé mysli“). Složil první texty k písničkám a s otcem hrál loutkové divadlo.

### Filmografie

#### Filmy, na nichž se výrazně podílel

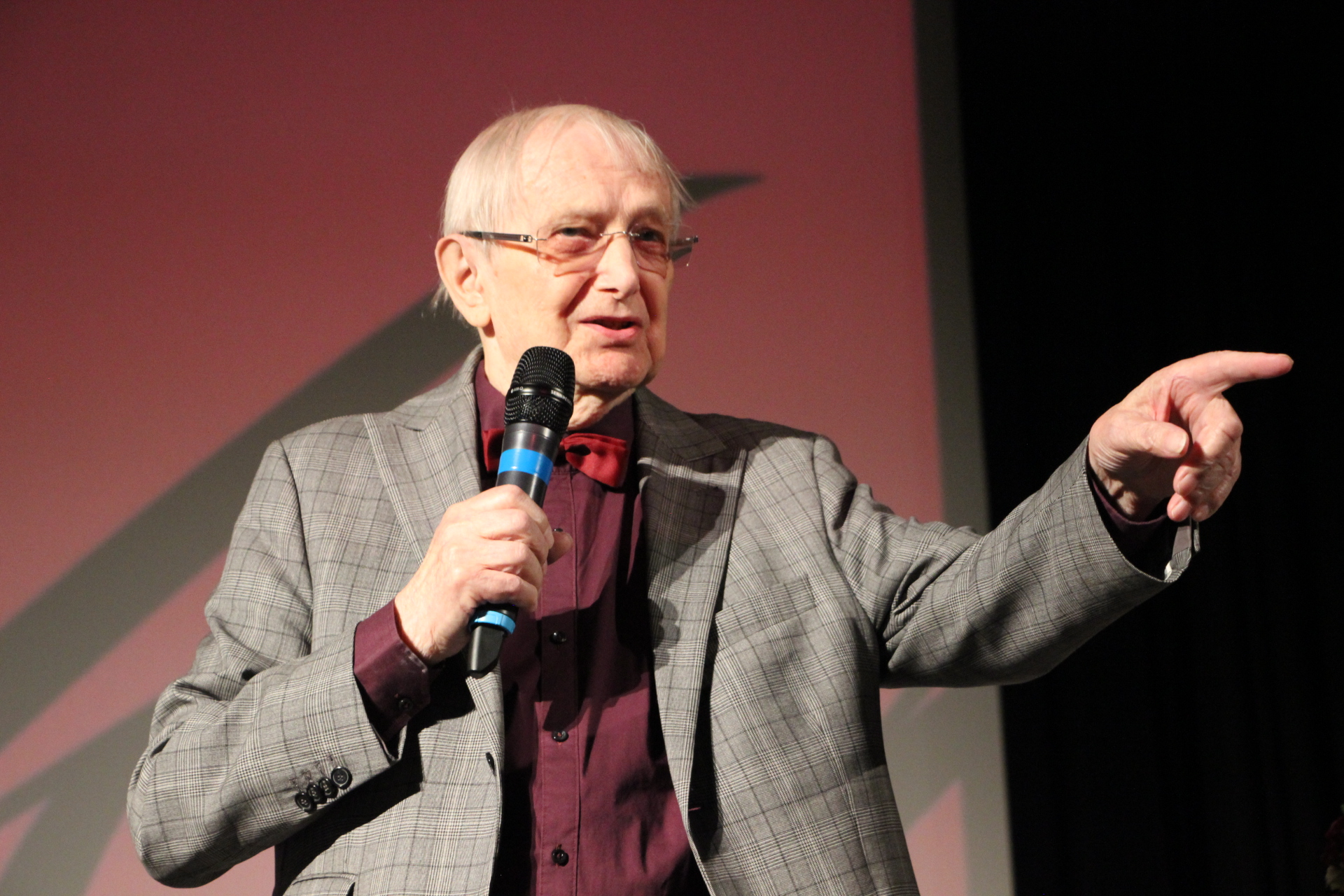
Jiří Suchý na předání ceny AČFK na Letní filmové škole 2024

- Jiří Suchý na předání ceny AČFK na Letní filmové škole 2024Člověk z půdy (1962), jedná se o první film, ke kterému napsal scénář, námět i texty písní
- Kdyby tisíc klarinetů (1964), v tomto filmu si zahrál, napsal k němu námět i scénář a texty písní
- Zlatý zub (1964), v tomto filmu si zahrál, napsal k němu námět i scénář a texty písní
- Recitál (1965), v tomto filmu si zahrál, napsal k němu scénář, texty písní a hudbu
- Dobře placená procházka (1966), v tomto filmu si zahrál, napsal k němu scénář a texty písní
- 2× S+Š (1967), v tomto filmu si zahrál, napsal k němu scénář a texty písní
- Zločin v šantánu (1968), v tomto filmu si zahrál, napsal k němu scénář a texty písní
- Nevěsta (1970), jedná se o první film, který režíroval, dále napsal texty písní, scénář a námět
- Smutek bláznivých panen (1986), k tomuto filmu napsal scénář, námět, texty písní a zároveň v něm účinkoval
- Série tří filmů s Melicharovou, ve kterých účinkoval, napsal k nim scénář, hudbu i texty písní:
  - Jonáš a Melicharová (1986)
  - Jonáš II. aneb Jak je důležité míti Melicharovou (1988)
  - Jonáš, Melicharová a pavilon (1991)
- Perplexmagazín 2 (1992), k tomuto filmu napsal scénář a námět, hudbu i texty písní, režíroval ho, vytvořil kostýmy a hrál v něm
- The Best of Večírek (1992), k tomuto filmu napsal scénář a námět, hudbu i texty písní, režíroval ho, vytvořil kostýmy a hrál v něm
- Košamatýna aneb obrana humorem (1993), k tomuto filmu napsal scénář a námět, hudbu i texty písní, režíroval ho, vytvořil kostýmy a hrál v něm
- Písničky k smíchu (1994), k tomuto filmu napsal scénář a námět, hudbu i texty písní, režíroval ho, vytvořil kostýmy a hrál v něm
- Fífa a Banana (1994), k tomuto filmu napsal scénář a námět, hudbu i texty písní, režíroval ho, vytvořil kostýmy a hrál v něm
- Magda, její ztráty a nálezy (1997), k tomuto filmu napsal scénář a námět, hudbu i texty písní, režíroval ho, vytvořil kostýmy a hrál v něm
- Když bylo PERPLEXU 16 milimetrů (1998), k tomuto filmu napsal scénář a námět, hudbu i texty písní, režíroval ho, vytvořil kostýmy a hrál v něm

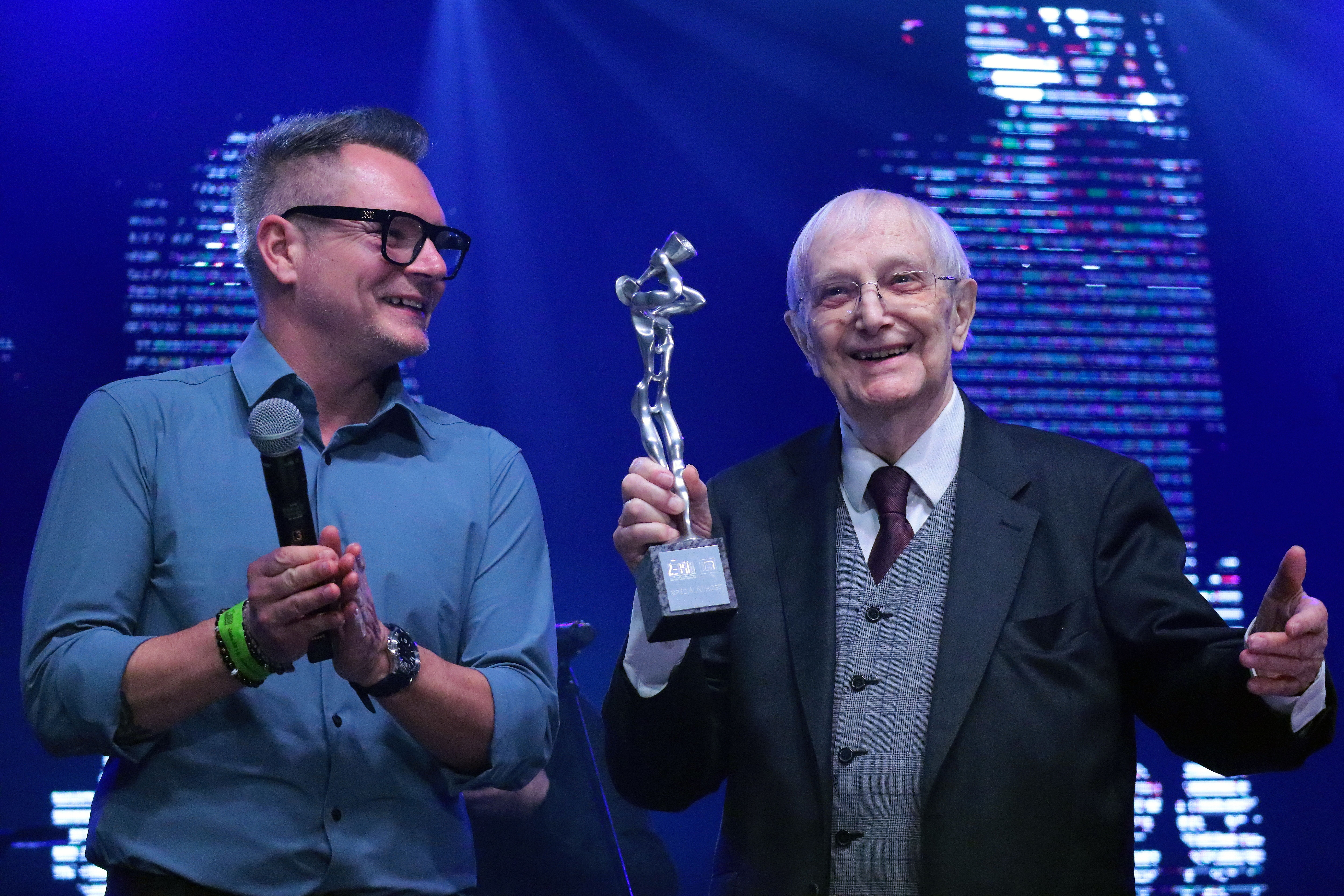
Jiří Suchý přebírá na vyhlášení cen Žebřík speciální cenu magazínu iReport za dílo. Na snímku s ředitelem Žebříku Jardou Hudcem (5. 4. 2023).

- Jiří Suchý přebírá na vyhlášení cen Žebřík speciální cenu magazínu iReport za dílo. Na snímku s ředitelem Žebříku Jardou Hudcem (5. 4. 2023).Královna bublin (1999), k tomuto filmu napsal scénář a námět, hudbu i texty písní, režíroval ho, vytvořil kostýmy a hrál v něm
- Kdo unesl Kaludii (1999), k tomuto filmu napsal scénář a námět, hudbu, režíroval ho, vytvořil kostýmy a hrál v něm.
- Série ke čtyřicátému výročí existence Semaforu, kterou režíroval, napsal scénář a námět, hudbu i texty písní, vytvořil kostýmy a hrál v ní:
  - Semafor – 40 let hudby (1999)
  - Semafor – 40 let humoru (1999)
  - Semafor – 40 let poezie (1999)
- Tři příležitosti k smíchu (2000), k tomuto filmu napsal scénář a námět, hudbu i texty písní, režíroval ho, vytvořil kostýmy a hrál v něm
- Zajatec lesa (2001), k tomuto filmu napsal scénář a námět, hudbu i texty písní, režíroval ho, vytvořil kostýmy a hrál v něm
- Viedolexikon pro zamilované I. (2002), k tomuto filmu napsal scénář a námět, hudbu, režíroval ho, vytvořil kostýmy a hrál v něm
- Patero důvodů pro voo doo (2005), k tomuto filmu napsal scénář a námět, hudbu i texty písní, režíroval ho, vytvořil kostýmy a hrál v něm

#### Filmy, pro které napsal námět nebo scénář
- O statečné Kačence aneb Krčma hrůzy (1972), kromě scénáře zde i hrál
- Velikonoce Kamila Morávka (1978), námětem filmu je stejnojmenná povídka Jiřího Suchého
- Svatební dary (2000), námět
- Planeta s tiše fialovou září (1991), napsal scénář a námět, mimo to si ve filmu i zahrál
- Ach, ta láska nehezká (1992), scénář

#### Filmy, pro které napsal texty písní
- Šťastie príde v nedeľu (1958)
- Hlavní výhra (1959)
- Zkouška pokračuje (1959)
- Rychlík do Ostravy (1960)
- Žalobníci (1960), kromě textů, složil i hudbu
- Bylo nás deset (1963), mimo to si ve filmu i zahrál
- Konkurs (1963), mimo to si ve filmu i zahrál
- Začít znova (1963)
- Sedmikrásky (1966)
- Co nikdy nepochopím (1968), mimo toho složil i hudbu
- Malinový koktejl (1982)
- O statečném kováři (1983)
- Kučírek versus Kučírek (1991)
- Motýl na anténě (1991)
- Rebelové (2001)

#### Filmy, pro které napsal hudbu
- ELFilm (2001)

#### Herecké role
- Sobota 1944, Suchého filmový debut, hrál zde v komparsu
- Snadný život (1957)
- Konkurs (1963) (zde hrál sám sebe)
- Bylo nás deset (1963)
- Kdyby tisíc klarinetů (1964)
- Zločin v šantánu (1968)
- Jonáš a Melicharová (1986)
- Smutek bláznivých panen (1986)
- Jonáš II. aneb jak je důležité míti Melicharovou 1988

### Filmy o Jiřím Suchém
Kromě dokumentů o divadle Semafor byl o Jiřím Suchém v roce 1993 natočen díl z cyklu Gen, roku 1996 mu Jiří Vašíček věnoval jeden díl cyklu Básníci Evropy, byl hostem dvou epizod dokumentárního pořadu Milana Lasici Kam zmizel ten starý song a jednoho dílu seriálu Úsměvy. Vznikly o něm také dokumenty Pět začátků Jiřího Suchého (2002), Bláhový básník Jiří Suchý (2003) nebo Zakoupil jsem v Dejvicích (2005). V roce 2019 byl v kinech uveden celovečerní dokument režisérky Olgy Sommerové Lehce s životem se prát.

## Diskografie
- Zuzana není pro nikoho doma (1963)
- Jiří Suchý – Písničky (1964, později i na CD)
- Plná hrst písniček S+Š / Hraj hraj hraj (1965)
- Kdyby tisíc klarinetů (1965)
- Divadla malých forem (1965, pouze první album z 3 LP)
- Dobře placená procházka (1965)
- Vánoční pohlednice (1967)
- Zločin v šantánu (1968)
- Jonáš a Dr. Matrace (1969, poslední album vydané za života Jiřího Šlitra)
- Toulaví zpěváci (1969)
- Ďábel z Vinohrad (1970, profilové album Jiřího Šlitra s komentáři Jiřího Suchého)
- Básníci a sedláci / Revizor v šantánu (1971)
- Kytice (1974, 3 LP, později i na CD)
- Písničky a povídání ze Semaforu (1977)
- Divadlo Semafor 1959–1969 (1978, 3 LP, záznamy z divadla)
- Písničky a povídání ze Semaforu tentokráte na gramodesce připomínající tvorbu Jiřího Šlitra (1985)
- Divadlo Semafor 1970–1985 (1987, 3 LP, záznamy z divadla)
- Evergreeny ze Semaforu (1987, nové verze starých hitů)
- Evergreeny ze Semaforu 2 (1989, nové verze starých hitů)
- Člověk z půdy (1989, záznam rozhlasové hry z roku 1960, později i na CD)
- Jonáš a tingltangl (1989, záznam představení z 60. let, později i na CD)
- Jonáš a doktor Matrace (1990, zkrácený záznam představení z roku 1969)
- Evergreeny ze Semaforu 3 (1990, nové verze starých hitů)
- Werich a Suchý – Lucerna 1977 (1990, později i na CD)
- Suchý zpívá Ježka (1992, LP i CD)
- Archiv Semaforu (1992, MC kazety, 3 díly)
- Znám tolik písní… (1996, CD)
- Písničky ze Semaforu 1–7 (1996–2001, CD)
- Jinde než v Semaforu (1997, CD)
- Purpura a jiné vánoční písně (1997, nové verze vánočních písní S+Š, CD)
- Blues pro tebe (1997, CD se synkopickým orchestrem)
- Blázen a dítě (1999)
- Mé srdce je Zimmer frei (2000, CD)
- Povídky (2001, CD, mluvené slovo)
- Po babičce klokočí (2002, CD, nové verze starých hitů)
- Jiří Suchý & The Hottentots Orchestra (2003, CD)
- Jiří Suchý – Portréty českých hvězd (2004, CD)
- Almanach 2004–2005 (2005, CD)
- Benefice (2005, záznam představení z 60. let, CD)
- Almanach 2005–2006 (2006, CD)
- Recital 64 (2006, záznam představení z 60. let, CD)
- Faust (2006, záznam představení z 80. let, CD)
- Jonáš a Dr. Matrace (2006, komplet záznam představení z 1969, CD)
- Prozpěvování (2017, s Jitkou Molavcovou)

#### Kompilace hitů
- Pocket Size Theatre Semafor in Prague (1963, kompilace vydaná přednostně pro vývoz)
- Semafor 2 (1965, kompilace vydaná přednostně pro vývoz)
- Hity Jiřího Šlitra + Jiřího Suchého (1968, kompilace)
- Vyvěste fangle (1988, téměř identické jako pozdější CD)
- Včera neděle byla (1990, kompilace)
- Ach, ta láska nebeská (1992, kompilace)
- Vyvěste fangle (1990, CD kompilace)
- Suchý + Šlitr To nejlepší (1999, CD kompilace)
- Jména (2003, CD kompilace)
- Největší hity (2005, CD kompilace)
- Jonáš a tingltangl a doktor Matrace (kompilace písní z her o Jonášovi)

## Seznam písňové tvorby (výběr)
- píseň – hudba Jiří Suchý / text Jiří Suchý – interpret Jiří Suchý
- Blázen a dítě – Hana Hegerová
- Blues na cestu poslední
- Blues o stabilitě – Jiří Suchý / Hana Hegerová / Waldemar Matuška
- Blues pro tebe – Josef Zíma / Jiří Suchý
- Hluboká vráska /Bouřka do čela/ – Antoine Fats Domino / Jiří Suchý
- Klementajn – americká lidová / Jiří Suchý
- Lípa zelená – Jitka Molavcová
- Mám zlatej důl – Karel Svoboda / Jiří Suchý – Karel Gott
- Miláčku – Ferdinand Havlík / Jiří Suchý – Hana Zagorová a Josef Dvořák
- Miluj mne nebo opusť – Walter Donaldson a Gus Kahm / Jiří Suchý – Karel Štědrý a Karel Gott
- Pramínek vlasů
- Takový je život /Potkal potkan potkana/ – traditional / Jiří Suchý – Karel Štědrý a Jiří Suchý
- To všechno odnes čas – Jimmie Rodgers / Jiří Suchý – Waldemar Matuška
- Vydáme se na tu cestu dlouhou
- Zlatý slunce nad hlavou – Jiří Suchý a Jitka Molavcová
- Krajina posedlá tmou – Jiří Suchý

## Seznam písňové tvorby s Jiřím Šlitrem
viz Seznam písní Jiřího Suchého a Jiřího Šlitra

### Rozhlas
Nejznámější rozhlasovou tvorbou jsou Gramotingltangly, v nichž Jiří Suchý pouštěl písničky, které má rád. Později se v Gramotingltanglech střídal s Janem Werichem, Miroslavem Horníčkem a Ivanem Vyskočilem. Gramotingltangly se vysílaly od roku 1964, po roce 1968 byla většina smazána. Po roce 1969 se Jiří Suchý v rozhlase téměř neobjevoval. Od roku 1989 Suchý účinkuje v mnoha pořadech, z nichž nejznámější je Na shledanou v Semaforu, kde jsou posluchači seznamováni s minulými i současnými hrami divadla Semafor.
V současné době se setkává Jiří Suchý s malířem Jiřím Anderlem v pořadu Dva v Africe a každou poslední neděli v měsíci moderuje na Country rádiu pořad písniček ze 60. let v cyklu Pozdní sběr, aneb suchý výběr archivních hitů.

## Ocenění
- 1962 - Zlatý slavík za nejlepší píseň (spolu s J. Šlitrem) - Ach, ta láska nebeská
- 1963 - Zlatý slavík za nejlepší píseň (spolu s J. Šlitrem) - Oči sněhem zaváté
- 1995 – Medaile Za zásluhy II. stupeň
- 1996 – Hudební cena Anděl – Síň slávy
- 1998 – Čestná medaile T. G. Masaryka (7. 3. 1998),
- 2001 – Cena Thálie – Zvláštní cena kolegia
- 2001/2002 – Cena Divadelních novin; spolu s Vladimírem Franzem)
- čestný doktorát – JAMU,
- 2005 – Cena Ministerstva kultury
- 2005 – Cena Jaroslava Seiferta[5]
- 2011 – čestný doktorát Univerzity Palackého[6]
- 2013 – Řád Tomáše Garrigua Masaryka[7]
- 2021 - Stříbrná medaile předsedy Senátu
- 2022 - Síň slávy Českého slavíka
- 2024 - Výroční cena AČFK[8]